# Эдж, Альф
Альфред Эдж (англ. Alfred Edge; октябрь 1864 — 11 апреля 1941), более известный как Альф Эдж (англ. Alf Edge) — английский футболист, нападающий. Выступал за английские клубы «Сток», «Ньютон Хит», «Ноттингем Джардинз», «Нортуич Виктория» и «Ардуик».

## Футбольная карьера
Эдж родился в городе Сток-апон-Трент, где и начал карьеру в местной команде «Голденхилл Уондерерс», а в 1885 году стал игроком «Стока». В сезоне 1886/87 в одном из матчей Кубка Англии забил 5 голов в ворота валлийского «Карнарвон Уондерерс». В первые два сезона существования Футбольной лиги Эдж выступал в этом турнире в составе «Стока», но в 1890 команда покинула турнир и вступила в Футбольный альянс. В сезоне 1890/91 «Сток» стал чемпионом Футбольного альянса, а Эдж забил 12 мячей в этом турнире.
Перед началом сезона 1891/92 перешёл в другой клуб Футбольного альянса, «Ньютон Хит» (в будущем известный как «Манчестер Юнайтед»). Официально провёл за клуб 3 матча в Кубке Англии, в которых забил 3 гола. Однако сыграл ещё в 19 матчах в рамках Футбольного альянса, в которых забил 7 голов. Будучи игроком «Ньютон Хит», параллельно играл за «Ноттингем Джардинз». Когда об этом стало известно Футбольной ассоциации, она дисквалифицировала Эджа. Однако после дополнительных разбирательств дисквалификацию с него сняли, и в 1892 году футболист вернулся в «Сток», который уже выступал в Первом дивизионе. Провёл за клуб всего 1 матч. Примечательно, что это был матч против «Ньютон Хит», и «Сток» разгромил соперника со счётом 7:1, а Эдж забил один из мячей в ворота своего бывшего клуба. «Ньютон Хит» провёл все 90 минут этого матча вдесятером, так как вратарь команды Джеймс Уорнер опоздал на поезд.
В 1893 году Эдж перешёл в клуб «Нортуич Виктория», но на поле выходил редко, сыграв лишь 3 матча в лиге. В 1894 году стал игроком «Ардуика» (который в следующем сезоне изменил название на «Манчестер Сити»), провёл за клуб 1 матч в лиге (27 января 1894 года против своей бывшей команды «Нортуич Виктория»). Впоследствии выступал за «Маклсфилд».

## Статистика выступлений
| Клуб             | Сезон            | Лига              | Лига | Лига | Кубок Англии | Кубок Англии | Итого | Итого |
| Клуб             | Сезон            | Дивизион          | Игры | Голы | Игры         | Голы         | Игры  | Голы  |
| ---------------- | ---------------- | ----------------- | ---- | ---- | ------------ | ------------ | ----- | ----- |
| Сток             | 1885/86          | —                 | —    | —    | 2            | 0            | 2     | 0     |
| Сток             | 1886/87          | —                 | —    | —    | 2            | 6            | 2     | 6     |
| Сток             | 1887/88          | —                 | —    | —    | 4            | 2            | 4     | 2     |
| Сток             | 1888/89          | Футбольная лига   | 19   | 3    | 1            | 0            | 20    | 3     |
| Сток             | 1889/90          | Футбольная лига   | 11   | 1    | 4            | 3            | 15    | 4     |
| Сток             | 1890/91          | Футбольный альянс | 22   | 12   | 3            | 0            | 25    | 12    |
| Сток             | Итого            | Итого             | 52   | 16   | 16           | 11           | 68    | 27    |
| Ньютон Хит       | 1891/92          | Футбольный альянс | 19   | 7    | 3            | 3            | 22    | 10    |
| Сток             | 1892/93          | Первый дивизион   | 1    | 1    | 0            | 0            | 1     | 1     |
| Нортуич Виктория | 1893/94          | Второй дивизион   | 3    | 0    | 0            | 0            | 3     | 0     |
| Ардуик           | 1893/94          | Второй дивизион   | 1    | 0    | 0            | 0            | 1     | 0     |
| Всего за карьеру | Всего за карьеру | Всего за карьеру  | 76   | 24   | 19           | 14           | 95    | 38    |

## Достижения
Сток
- Чемпион Футбольного альянса: 1890/91